# Temporada 2019 del Campeonato de España de Turismos
La Temporada 2019 del Campeonato de España de Turismos RACE o CET 2019 significó el retorno del campeonato nacional tras más de 20 años de inexistencia. Impulsado de nuevo por la RFEDA, la temporada dio inicio el 6 de abril en el circuito de Navarra. Durante los meses previos al inicio, el expiloto Álvaro Barba fue nombrado por la federación como encargado principal de promocionar y preparar el campeonato. Dado su poca experiencia previa y por lo tanto escaso éxito, la periodista Blanca de Foronda lo sustituyó en el cargo en marzo.

## Características
Sistema de puntuación del campeonato de pilotos
| Posición | 1º | 2º | 3º | 4º | 5º | 6º | 7º | 8º | 9º | 10º | 11º | 12º | 13º | 14º | 15º | T1 | T2 | VR |
| -------- | -- | -- | -- | -- | -- | -- | -- | -- | -- | --- | --- | --- | --- | --- | --- | -- | -- | -- |
| Puntos   | 40 | 36 | 32 | 24 | 20 | 16 | 14 | 10 | 8  | 6   | 5   | 4   | 3   | 2   | 1   | 2  | 1* | 2  |

- Sistema de retención de dos carreras, es decir, se descuentan los dos peores resultados.
- Sistema de hándicaps por peso y por carrera. 30kg para el 1º, 20 para el 2º y 10 para el 3º. Máximo 50kg.

Sistema de puntuación del campeonato de marcas
Igual que el anterior, pero sin contar los mejores tiempos de los entrenamientos oficiales ni los puntos por vuelta rápida. Sólo puntuan para el mismo los dos primeros equipos clasificados de cada marca.
Sistema de puntuación del trofeo de escuderías
Igual que el anterior, pero contando todos los participantes.
Vehículos admitidos
- Clase 1: Alfa Romeo Giulietta QV, Ford Focus ST, Honda Civic Type-R , Hyundai i30N, Peugeot 308 GTI, Renault Megane RS, Seat Leon Cupra, Skoda Octavia RS y Volkswagen Golf GTI TCR.
- Clase 2: Abarth 595 Competizione, Audi A1 1.8 TFSI, DS DS3 THP, Ford Fiesta ST, Peugeot 208 GTI, Renault Clio ST, Subaru BRZ, Toyota GT86, Volkswagen Polo GT

Formato del fin de semana
- Dos sesiones de entrenamientos libres de 30 minutos.
- Una sesión de entrenamientos calificatorios.
- Dos carreras por ronda. Duración de 30 minutos más 1 vuelta. La parrilla de la primera carrera se definiría con los tiempos de la calificación. La parrilla de la segunda carrera con los resultados de la primera inviertiendo las 6 primeras posiciones.

## Calendario
Un calendario provisional fue anunciado en el 16 de enero de 2019.
| Ronda | Ronda | Circuito                       | Fecha            | Acompaña a                       |
| ----- | ----- | ------------------------------ | ---------------- | -------------------------------- |
| 1     | C1    | Circuito de Navarra            | 6 de abril       | Racing Weekend                   |
| 1     | C2    | Circuito de Navarra            | 7 de abril       | Racing Weekend                   |
| 2     | C1    | MotorLand Aragón               | 25 de mayo       | Racing Weekend                   |
| 2     | C2    | MotorLand Aragón               | 26 de mayo       | Racing Weekend                   |
| 3     | C1    | Circuito Ricardo Tormo         | 22 de junio      | Racing Weekend                   |
| 3     | C2    | Circuito Ricardo Tormo         | 23 de junio      | Racing Weekend                   |
| 4     | C1    | Circuito de Jerez              | 14 de septiembre | F4 Española + Historic Endurance |
| 4     | C2    | Circuito de Jerez              | 15 de septiembre | F4 Española + Historic Endurance |
| 5     | C1    | Circuito del Jarama            | 12 de octubre    | CER-GT                           |
| 5     | C2    | Circuito del Jarama            | 13 de octubre    | CER-GT                           |
| 6     | C1    | Circuito de Cataluña-Barcelona | 9 de noviembre   | Racing Weekend + CECyL           |
| 6     | C2    | Circuito de Cataluña-Barcelona | 10 de noviembre  | Racing Weekend + CECyL           |

## Escuderías y pilotos
Clase 1
| Escudería                    | Equipo técnico                                                       | Coche                | N.º | Piloto                 | Rondas |
| ---------------------------- | -------------------------------------------------------------------- | -------------------- | --- | ---------------------- | ------ |
| TerraTraining Motorsport     | Murcia Motors Racing                                                 | Honda Civic Type-R   | 7   | Mari Santonja (F)      | 1-3    |
| TerraTraining Motorsport     | SMC Junior Motorsport                                                | Honda Civic Type-R   | 77  | Jose Mª González Reyes | 4-6    |
| Escudería Local Sport        | Race Team Gibralfaro Motor                                           | Hyundai i30 Fastback | 8   | Luis Barrios           | Todas  |
| Escudería Local Sport        | Race Team Gibralfaro Motor                                           | Hyundai i30 Fastback | 32  | Javier Sánchez         | Todas  |
| Hafesa Hormitech Racing Team | Hyundai Motor España (rondas 1, 5 y 6) VSR Motorsport (rondas 2 a 4) | Hyundai i30 Fastback | 11  | Álvaro Lobera          | Todas  |
| Hafesa Hormitech Racing Team | Hyundai Motor España (rondas 1, 5 y 6) VSR Motorsport (rondas 2 a 4) | Hyundai i30 Fastback | 19  | Fernando Navarrete     | Todas  |
| Art MotorSport               | AD Desguaces la Torre                                                | Hyundai i30 Fastback | 13  | Ismael Arquero         | 1-2    |
| Art MotorSport               | VSR Motorsport                                                       | Hyundai i30 Fastback | 13  | Ismael Arquero         | 3      |
| Mavisa by UCAV               | Escudería Baix Empordà                                               | Peugeot 308 GTi      | 15  | Adrià Serratosa        | 5-6    |
| Teo Martín Motorsport        | RACE (ronda 1) Teo Martín Motorsport (rondas 2 a 6)                  | Honda Civic Type-R   | 22  | Borja García           | Todas  |
| Teo Martín Motorsport        | RACE (ronda 1) Teo Martín Motorsport (rondas 2 a 6)                  | Honda Civic Type-R   | 23  | Antonio Albacete Jr.   | Todas  |
| Monlau Competición           | Monlau Competición                                                   | Honda Civic Type-R   | 26  | Álvaro Bajo            | Todas  |

Clase 2
| Escudería     | Coche | N.º | Piloto | Ronda |
| ------------- | ----- | --- | ------ | ----- |
| sin inscritos |       |     |        |       |

## Clasificaciones

### Campeonato de España
| Pos | Piloto                   | NAV | NAV | ARA | ARA | CRT | CRT | JER | JER | JAR | JAR | CAT | CAT | Retención  | Pts |
| --- | ------------------------ | --- | --- | --- | --- | --- | --- | --- | --- | --- | --- | --- | --- | ---------- | --- |
| 1º  | Borja García             | 2*  | 2   | 2   | 1   | 1*  | 1   | 3*  | 3   | 1   | 5   | Ret | 3   | (403 - 20) | 383 |
| 2º  | Álvaro Bajo              | 3   | 4   | DNS | Ret | 3   | 3   | 5   | 4   | 4   | 4   | 3   | 1   |            | 286 |
| 3º  | Javier Sánchez           | 5   | Ret | 1   | 5   | 4   | Ret | 4   | 2   | 6   | 1   | 4   | Ret |            | 246 |
| 4º  | Álvaro Lobera            | 4   | 3   | 3   | 4   | 7   | 5   | 7   | 7   | 3   | 3   | 5   | Ret | (258 - 14) | 244 |
| 5º  | Luis Barrios             | 6   | 6   | 6   | 3   | 5   | 2   | 6   | 8   | 5   | 6   | 6   | 5   |            | 236 |
| 6º  | Fernando Navarrete       | 1   | 1   | 5   | 2   | 2   | DSQ | Ret | 1   | DSQ | 7   | WD  | WD  |            | 234 |
| 7º  | Antonio Albacete Jr. (J) | Ret | 7   | 4*  | DSQ | 6   | 4   | 2   | 6   | Ret | Ret | 2   | 2   |            | 205 |
| 8º  | Jose Mª González Reyes   |     |     |     |     |     |     | 1   | 5   | 2*  | 2   | 1*  | 4   |            | 202 |
| 9º  | Ismael Arquero           | 7   | 5   | Ret | 6   | 8   | 6   |     |     |     |     |     |     |            | 76  |
| 10º | Mari Santonja (F)        | 8   | 8   | 7   | DNS | 9   | 7   |     |     |     |     |     |     |            | 56  |
| 11º | Adrià Serratosa          |     |     |     |     |     |     |     |     | 7   | 9   | 7   | Ret |            | 38  |

### Campeonato de Marcas
| Pos | Marca   | NAV | NAV | ARA | ARA | CRT | CRT | JER | JER | JAR | JAR | CAT | CAT | Retención  | Pts |
| --- | ------- | --- | --- | --- | --- | --- | --- | --- | --- | --- | --- | --- | --- | ---------- | --- |
| 1º  | Honda   | 2   | 2   | 2   | 1   | 1   | 1   | 1   | 3   | 1   | 2   | 1   | 1   | (792 - 96) | 696 |
| 1º  | Honda   | 3   | 4   | 4   | Ret | 3   | 3   | 2   | 4   | 2   | 4   | 2   | 2   | (792 - 96) | 696 |
| 2º  | Hyundai | 1   | 1   | 1   | 2   | 2   | 2   | 3   | 1   | 3   | 1   | 3   | 3   | (728 - 72) | 656 |
| 2º  | Hyundai | 4   | 3   | 3   | 3   | 4   | 4   | 4   | 2   | 4   | 3   | 4   | Ret | (728 - 72) | 656 |
| 3º  | Peugeot |     |     |     |     |     |     |     |     | 5   | 5   | 5   | Ret |            | 60  |

### Trofeo de Equipos
| Pos | Escudería              | Retención  | Pts |
| --- | ---------------------- | ---------- | --- |
| 1º  | Teo Martín Motorsport  |            | 500 |
| 2º  | Escudería Local Sport  | (500 - 44) | 456 |
| 3º  | Monlau Competición     |            | 300 |
| 4º  | VSR Motorsport         |            | 266 |
| 5º  | SMC Junior Motorsport  |            | 196 |
| 6º  | RACE                   |            | 114 |
| 7º  | Hyundai Motor España   |            | 98  |
| 8º  | Murcia Motors Racing   |            | 70  |
| 9º  | AD Desguaces la Torre  |            | 68  |
| 10º | Escudería Baix Empordà |            | 30  |